# 蓬萊学園
蓬萊学園（ほうらいがくえん）とは、プレイバイメール（郵便ネット）ゲーム『ネットゲーム90 蓬萊学園の冒険!』および、それを皮切りとしたメディアミックス作品に登場する架空の学校である。

## 概要
1990年に株式会社遊演体によって行われた『蓬萊学園の冒険!』の舞台として設定され、その後さまざまな媒体で展開されたシェアード・ワールド。代表的なものとして富士見ファンタジア文庫の『蓬萊学園』シリーズ（作者：新城十馬、賀東招二、雑破業など）の舞台となる。
正式名称は「私立蓬萊学園高等学校」。東経140度31分、北緯20度50分、東京の南約1800kmの洋上に浮かぶ、東京都台東区に属する南方の島・宇津帆島（うつほじま）に建てられた全寮制の巨大高校(学園都市)。生徒数は推定10万人。
校風は「自由」。非常に進んだ自治がなされており、授業以外の衣食住、立法・行政・司法、果ては軍事にいたるまでのすべてを生徒が課外活動もしくは生徒会活動として自主的にまかない、10万人の生徒が思い思いに生活・行動をしている。

## 沿革

### 創設から大正時代まで
- 1855年（安政2年）

穂北眞八郎（ほきた・しんぱちろう：1767～1868）翁により、江戸上野の不忍池の近くに私塾「蓬萊塾」が創設される。当時の塾生は352名。
- 1890年（明治23年）

浅草に移転して「東京市蓬萊大学校」と改称。理事会が設立され、初代理事長に雨木惣右エ門就任。
- 1901年（明治34年）

小樽校（蓬萊大学予科：第一高等部・通称北天校）設立。
- 1915年（大正4年）

長崎の理事長邸を増改築して長崎校（女子高等学校）設立。
- 1919年（大正8年）

自治会主義者の倚福部風吉（いふくべ・ふうきち）が生徒会長、鈷坂眞右衛門（こさか・しんえもん）が副会長に就任。倚福部と鈷坂は後に「最後の蓬萊人」と称えられ、この時代は「儚き風の如き彼の日々、彼の人なればこそ」と詠われた。
- 1921年（大正10年）

東京浅草区（現在の台東区忍岡）に浅草校（浅草高等部：蓬萊大学予科浅草分校舎）開設。
- 1922年（大正11年）

中村朔之進と撃剣部との対立により「寛永寺の決闘」「火付けお絹事件」発生。撃剣部解散。
- 1923年（大正12年）

怪奇事件の続発と月光紳士の出没（月光事件）により、怪奇研究会結成（翌年、猟奇研究会と合併）。
倚福部会長の謎の自動車転覆事故死により、鈷坂副会長が会長に昇格するも、整理整頓委員会派により自治会瓦解。更に自治会派に対する大粛清（外套と短剣の日）が起きる。
更に旧学生会（自治会）派と整理整頓委員会派による「神田神保町の合戦」勃発。応援団は一丁目で大応援を繰り広げ、蓬萊騎馬隊（銃士隊の前身）が三丁目で奮戦したと伝えられる。その最中「関東大震災」発生により勝敗はつかず。
宇津帆島に南洋研究機関を設立。この時、研究所の関係者と共に関東大震災で焼け出された浅草住民の一部が宇津帆島に移住、現在の宇津帆本町（うつほほんまち）・宇津帆新町（うつほしんまち）となる。
図書館（軍艦図書館 ⇒ 現在の旧図書館）の建設はじまる。
- 1924年（大正13年）

日本支配下の台湾に、蓬萊素材化学研究所を設立。

### 昭和時代
- 1930年（昭和5年）

浅草の大学部と宇津帆島の研究機関を合併して「研究局」に再編。宇津帆島に第二高等部を開設。生徒数は1,213人。
- 1936年（昭和11年）

生徒会執行部が実権を喪い、軍事研と整理整頓委員会（SS）による「軍学時代」始まる。
- 1939年（昭和14年）

軍事研「校道派」による学園クーデター「10・10事件」を執行部＆整理整頓委員会による「統制派」が鎮圧。
- 1943年（昭和18年）

学徒動員が始まり、生徒数激減。
- 1944年（昭和19年）

学園施設が海軍により接収。海底地震により島の半分が沈降。
- 1945年（昭和20年）

米軍の宇津帆島侵攻に対し、応援団による「大団旗死守」伝説、銃士隊による「三三七高地の突撃」など最後まで抵抗。
日本の敗戦により、GHQによる占領始まる。火山噴火に伴う再隆起（昭和隆起）。
- 1948年（昭和23年）

小樽校と長崎校が廃止され、宇津帆島の第二高等部と合併。この時小樽校では、残留派による「クラーク講堂爆弾テロ」事件が発生する。
GHQによる占領終了と同時に日本の地図や文書から宇津帆島の存在が消される。
戦後直後から復員学生を大量に受け入れ、終戦直後 1,390人だった生徒数は、1950年の事務大混乱時には48,315人まで急増する。
- 1950年（昭和25年）

三派全生連による穂北眞八郎記念講堂攻防戦（北堂攻防）勃発。戦後学則が施行される。
- 1951年（昭和26年）

急進左派運動の活発化により、クラス代表会議にて公安組織として非常委員会（生活指導委員会の母体）の設置が決定。
- 1952年（昭和27年）

旧図書館（軍艦図書館）の第五次増築が完了。しかし翌月には怪異が発生、以後は放置され翌年新図書館が建設される。
非常委員長鮫島鉄樹（さめじま・てつき）が第50代生徒会長に就任。後に「暗黒執行部」と呼ばれる。
- 1954年（昭和29年）

4月に「私立蓬萊学園高等学校」と改称。同時に研究局を研究部に改称。
- 1955年（昭和30年）

蓬萊塾創設100周年。100周年事業の一環として旧図書館整頓隊が編成される（第一次整頓隊）。
- 1956年（昭和31年）

12月22日、鮫島会長が刺殺され「十二月革命」成功、暫定政権「十二月会議」発足（「愛学少女の日」となる）。
- 1957年（昭和32年）

学園銀行頭取、松ノ平満が生徒会長に就任。有力委員会による寡頭支配「十二月会議時代」始まる。
- 1960年（昭和35年）

体育祭の模擬海戦で、海洋冒険部艦隊によりヨット部艦隊全滅（南洋戦闘事件）。松ノ平会長が破産により失脚（陰謀説あり）。
- 1961年（昭和36年）

後に鮫島と並び評される株式研会長、酒橋一丸（さかはし・ひとまる）が第53代生徒会長に就任。「金曜執行部時代」始まる。生徒会予算を正常化させるなどの功績もあったが、廃校思想の蔓延と風紀の乱れにより、学園が混沌に支配されそうになる。（普遍計画と仮面の学園騎士及び学園有志の戦い）
- 1967年（昭和42年）

穂北眞八郎生誕200年。記念事業の一環として旧図書館整頓隊が編成される（第二次整頓隊）。
- 1968年（昭和43年）

無血クーデターにより酒橋執行部打倒（「メザシ事変」または「三時間革命」）、同時に革自戦による「朝焼けの突入」発生。
- 1977年（昭和52年）

学園銃士隊隊長の早瀬冬馬（男装の麗人との説あり）が第63代生徒会長に就任。失墜しきっていた生徒会執行部を再興し、戦後～90年動乱までの生徒会では唯一「ほうらい会」に屈せず「早瀬冬馬の時代」（～1980年）を築く。
- 1986年（昭和61年）

世界初の10万人高校となる。

### 平成時代
- 1990年（平成2年）

6月4日、生徒会執行部の交代直後に武装生活指導委員会（武装SS）が一斉蜂起し学園要所を占領。反SS各派・学園有志との間で後に「90年動乱」（応石騒動全体を指す）とも「六・四内戦」（武力抗争を指す）とも呼ばれる内戦勃発。
7月に行われたこの年の星祭は「星の行進」とも呼ばれ、学園中の銃火器を無効化した。
9月には生活指導委員会の崩壊で武力抗争はほぼ終結するも、この間の死傷者は5000～10000名と伝えられる。
- 1991年（平成3年）

学園新憲章（90年憲章）施行。90年動乱以後空位となっていた生徒会長に八雲睦美（やくも・むつみ）就任（第74代）。朝比奈事件を筆頭に野鼠政変や七週間軍政などの大事件が続発するも、その「普通の女の子」ぶりが支持され連続3選を果たす。
- 1999年（平成11年）

生徒数が12万人に達する。

## 組織

### 委員会
- 外務委員会

学園の外交を担当する委員会。蓬萊学園は日本の地図からは抹消されているため、外国との関係を維持するために設けられた。
- 学園独立問題調整委員会

蓬萊学園の独立問題に関して、各種調整を担当する委員会。
元々は犀川静が学園独立を公約に掲げて第72代生徒会長に当選したが、90年動乱の騒乱と生徒会執行部の強制退学（副会長（第73代生徒会長に昇格）シモーヌ・ウィンドを除く執行部全員が公式記録から抹消）により何一つ実行できずに終り、その後始末として独立賛成派と反対派の調整を行うために発足した。
と言うのは表向きの理由で、結局は継続審議事項として事実上の無期限先送りとの説もある。
- 行政調整委員会

委員長はかならず生徒会長が兼ね、生徒会執行部の別名。委員長会議に生徒会長が参加する資格を与えると共に、票決に一票を入れることが可能となった反面、生徒会執行部は各委員会のまとめ役との意味もある。
- 公安委員会

校内巡回班・学園銃士隊とならぶ「学園三大警備団体」の一つで、一般社会における警察組織に相当する。
長い歴史を誇った査問委員会の後身として、90年動乱後に設立。94年の公安三分割までは実質的に検察（学園査問委員会）・裁判所（保安委員会）の機能をも一手に掌握する強大な権力を有していた。
また、かつての非常委員会から引き継いだ非常連絡局は秘密警察の役割を持ち、「学園最大の悪役」として各種団体・勢力から恐れられた。
- 港湾委員会

港湾施設の保守管理や周辺海域の治安維持を担当する委員会。一般社会における、港湾管理局や海上保安庁の機能を併せ持つ有力委員会。
学園が必要とする膨大な生活物資や各種イベントのための資材の輸入を担当すると共に、周辺海域での海賊対策や密輸対策などの必要性から独自の諜報機関を持ち、学防海軍との関係が深い。
- 式典実行委員会

学園内の各種式典・イベントを一手に担当する委員会。
- 生活委員会

学園の生活全般を担当する委員会。学園のインフラを全て管理するため、全委員会中で最大規模を誇った巨大組織。
余りに巨大すぎるため、98年に半分近い部局を分離独立させ、水利、学園労働、情報通信の各委員会を設立した。
- 鉄道管理委員会

学園内の鉄道の運営管理全般を担当する委員会。かつては鉄ヲタの巣窟として、効率や秩序とは無縁の趣味で運営されていたが、委員長に野々宮花江が就任して以後は一変したと言われる。
92年に学園地下鉄計画を発表するも、94年に土地の権利問題で頓挫した。
- 特殊環境委員会

90年に｢応石｣研究のため発足した委員会。
しかし90年動乱により殆どの「応石」は活動を停止。95年に「応石」未確認宣言を発表し、設立の趣旨だった「応石」研究を停止する。
その後は、学園内の環境問題や電力事情を調査する総合調査組織へと変貌、98年に保健委員会の環境局が移管され、環境委員会として再編成される。
- 図書委員会

学園内の図書管理や文化的な行政全般を担当する委員会。生活指導委員会と共に整理整頓委員会を前身とする。
一般には地味な内容と考えられがちであるが、蓬萊学園には旧図書館の魔道書を筆頭に危険極まりない蔵書が多く、学園屈指の戦闘能力を誇る委員会とされる。ただし、興味の対象が蔵書以外には向かない為、他の委員会から危険視されることはあまりない。
かつて行われた旧図書館への整頓隊を実質的に担当し、多大な犠牲者を出している。94年に魔導書研究会と合併し、外局として「旧図書館管理局」を設立した。
- 二級生徒問題対策委員会

92年の朝比奈裁判により暴露された二級生徒問題の解決のため、94年に設立された委員会（平等委員会）。
二級生徒救済を目的に結成された人権擁護団体「水平線の会」が中核となっている。
- 飛行委員会

学園が保有する飛行船の運営管理を担当する委員会。
本土との物資輸送に使われる大型の物から、連絡用の小型まで多種多様な飛行船を保有している。委員には趣味人が多いが、90年当時は反SSの牙城として孤高を保ち、空を悠然と進む巨大なツェッペリン型飛行船は反SSの象徴として、多くの反SS有志に希望を与えた。
- 保健委員会

学園の医療関係以外に消防等も担当する委員会。
- ラジオ・TV放送委員会

学園内のラジオ・テレビ放送を担当する委員会。報道機関の中立を守る為、委員長会議での票決では常に「棄権」する。

### 学防三軍
学防海軍、学防空軍、学防陸軍の総称。 
- 学防海軍

1949年、旧帝国海軍OB教諭によって設立された蓬萊青少年海洋団が前身。1955年には海洋冒険部となり、90年動乱後に学防三軍の一つとして学防海軍となる。
- 学防空軍

航空部が母体。戦闘機の性能差を腕でカバーし、武装SSの航空隊と戦い続けた。
- 学防陸軍

戦前の「10・10事件」によって実動部隊を喪い、90年動乱以前は「軍ヲタの巣窟」とも「実動戦力を失った参謀本部」とも言われた軍事研が母体。
六・四内戦時には反SS各派を指揮する「司令部」として機能した。

### その他主要団体
- 校内巡回班

公安委員会・学園銃士隊とならぶ「学園三大警備団体」の一つ。昭和44年（1969年）に剣道部有志によって設立され、1990年までは風紀委員会に属していたが、90年動乱後の風紀委員会解散により生徒会直轄の外郭団体となった（大正11年に解散した撃剣部の末裔とも）。
班長（通称局長）と副長以下に見廻組各隊が編成され、それぞれに隊長と隊長代理、筆頭などが置かれた。揃いの羽織袴に帯刀した姿は、幕末の新撰組を髣髴とさせる。
学園内での真剣帯刀を許された上に「斬り捨て御免」の特権を有しているが、切られても「みね打ち」であることが多く、実際に死傷者が出ることは少ない。また買収が効かないことでも有名だが、攻撃方法が単純な力押し一辺倒であることから、逃れるのは比較的容易と評されている。
班士になるには採用試験があり、元々は剣道部員が必要条件であったが後に緩和され、剣道部員に匹敵する武道の心得がある者も採用試験を受けられるようになった。ただし「執行部・学園当局の成員を極力排除する」という不文律がある。本来は女人禁制だが、緩和の影響なのか女子生徒も班士となる者はおり、女子とはいえ恐るべき剣の使い手ばかりである。
90年動乱時は、一番隊隊長で局長・副長と共に「三羽烏」と云われた京都風之助（当時の剣道部部長で「蓬萊学園最高の剣士」と称された、倚福部風次郎のこと）の迷走により、内輪もめに終始していた。
- 学園銃士隊

公安委員会・校内巡回班とならぶ「学園三大警備団体」の一つ。かつて大正年間の「神田神保町の戦い」で奮戦した蓬萊騎馬隊の末裔とされ、「高貴なる中立」を標榜して、あえて非公認団体となっている（幕末に結成された蓬萊自警団がルーツとも）。
揃いの改造制服にマスケット銃を持ち、颯爽と騎乗した姿はフランス革命時代の三銃士を髣髴とさせ、女生徒に圧倒的な人気を持つ。非公認団体であることから、運営費を一般生徒からの募金に頼らなければならず、そのため注目を集める事件に関して、執拗に犯人逮捕に執着する傾向が見られる（運営費を集めるためには、そうせざるを得ないのが実情）。また銃の引き金は「羽より軽い」といわれるほど、直ぐに発砲するのも特徴。その割には、当たって負傷する人は少ない。
フェンシング部や馬術部の部員が多く、大半を男子生徒が占める。だが校内巡回班とは違い、女子の入隊を禁じてはいない。

### 旧委員会
- 整理整頓委員会

大正年間に、当時の自治会派（生徒会執行部）と激しい覇権争いをしたことで知られる有力委員会。昭和に入ってもその権力は衰えなかったが、戦後は非常委員会に吸収され消滅。
- 査問委員会

現在の公安委員会の前身。かつては整理整頓委員会と並ぶ有力委員会だったこともあったが、70年代には影響力を失い、90年動乱では殆ど活動できなかった。その為、90年動乱後に公安委員会として生まれ変わる。
- 非常委員会

左翼学生運動を抑止するために設置された委員会。非常委員長から生徒会長となった鮫島執行部（暗黒生徒会）時代に、整理整頓委員会を吸収するなど権限が増強され絶大な権力を握り、鮫島執行部が打倒された後も存続していたが、次第に旧整理整頓委員会系の生活指導本部（SS）に実権を奪われ、90年動乱時には有名無実化していた。90年動乱後に解体。
- 生活指導委員会

かつて存在した学園内の綱紀粛正を担当する委員会。通称「SS」。非常委員会に吸収された整理整頓委員会が母体で、非常委員会生活指導本部が正式名称。
90年当時は学園を実効支配しており、後に「六・四内戦」と呼ばれる大規模な内戦を引き起こした。90年動乱終結後に解体されたが、その後もSS残党によるテロや陰謀の噂は後を絶たない。また生徒会長直属の災害支援本部には、多くのSS残党が所属していると言われる。
- 武装生活指導委員会

正式には、非常委員会生活指導本部武装生活指導班。通称「武装SS」。名称の通り本来は「班」であるが、実質的に学園最強の武装組織として恐れられた。
SSが秘密警察としての性格を有していたのに比して、こちらは最新鋭の戦闘機や戦車を保有し、圧倒的な戦闘能力を誇示する軍隊であった。

### その他のサークル等
上記以外にも、通常の運動部・文化部はもとより、生徒の自主的団体として狂的科学部（マッドサイエンティストの集団）、裸人倶楽部（ヌーディストによる新興宗教）、革自戦講堂派（学生運動団体）など、様々な団体が活動している。サークルのメンバーは、魔術や錬金術、風水、超能力などの研究部なら実際に魔法や超能力が使え、料理研究部なら一瞬で一流のプロ以上の料理が作れるなど、超常的な能力を持っていることが多い。
その超人的な能力を駆使して商売を行なっている生徒も多く、自活により通常の高校生の卒業年齢を大幅に越えて在校している生徒もいる。

## 関連事項
- 南総里見八犬伝：仁義八徳やネットゲーム90版の主要NPCなど、多くの設定面での元ネタとなっている。
- 封神演義：ネットゲーム90版に登場したマジックアイテム「応石」は、この作品に登場する「宝貝（パオペエ）」がモデルとされている。
- 魔法先生ネギま!：全寮制の巨大学園や旧図書館、超科学とオカルトの共存などの設定が共通しており、作者も蓬萊学園をモチーフとしたと語っている。なお、ゲーム版のスタッフには蓬萊学園関係者が多く関わっている。
- フルメタル・パニック!：本作に登場するキャラクターの一部が、若干名を変えて登場している。また、作中に登場する架空の島「メリダ島」の位置は宇津帆島と同位置となっている。ちなみに、同作の作者である賀東招二自身、本作に関わっている。
- あそびにいくヨ!：第9巻にて、作中に宇津帆島の名が登場。なお、陸上自衛隊の第901沿岸監視隊が配備されているとされている。
- ぼくらの〜alternative〜：作中において主人公たちが学習交流自然学校に訪れた島の名が「宇津帆島」だとされている。
- 木村航：著者紹介の学歴によれば「1990年度蓬萊学園卒業」となっている。
- 狗狼伝承:本作と世界観を同一にする作品。